# 케난 일디즈
케난 이을디즈(Kenan Yıldız, 2005년 5월 4일 ~ )는 튀르키예의 축구 선수이며, 이탈리아 세리에 A 유벤투스에서 공격수로 뛰고 있다.

## 국가대표 경력
터키계 아버지, 독일계 어머니 사이에서 태어났으며, 2023년 10월 처음 성인 대표팀에 소집되었다. 10월 12일 크로아티아를 상대로 성인 대표팀 데뷔전을 가졌고, 2023년 11월 18일 독일을 상대로 데뷔골을 기록했다.

## 수상

#### 유벤투스
- 코파 이탈리아 : 2023-24